# Tengah Peulumat
Tengah Peulumat is een bestuurslaag in het regentschap Aceh Selatan van de provincie Atjeh, Indonesië. Tengah Peulumat telt 994 inwoners (volkstelling 2010).